# Police fédérale (Autriche)
Pour les articles homonymes, voir Police fédérale.
 (mars 2021).
Si vous disposez d'ouvrages ou d'articles de référence ou si vous connaissez des sites web de qualité traitant du thème abordé ici, merci de compléter l'article en donnant les références utiles à sa vérifiabilité et en les liant à la section « Notes et références ».

Logo de la Police fédérale autrichienne

Depuis 2005, l'Autriche dispose d'une Bundespolizei issue de la Bundesgendarmerie, de l'Office fédéral autrichien de police criminelle et de la police Autrichienne.

## Organisation
Elle a pour juridiction toute l'Autriche. Elle compte 1 000 commissariats de police et salarie 23 000 policiers. Son QG est situé à Vienne. Il existe aussi 9 directions provinciales pour assurer l'ordre public en :
- Basse-Autriche (Niederösterreich)
- Burgenland (Burgenland)
- Carinthie (Kärnten)
- Haute-Autriche (Oberösterreich)
- Salzbourg (Salzburg)
- Styrie (Steiermark)
- Tyrol (Tirol)
- Vienne (Wien)
- Vorarlberg (Vorarlberg)

## Armement
Les personnels assermentés sont armés de Glock 17 ou 19. L'armement collectif en cas de situation critique est la carabine de police AUG A2 SA.
2

## Moyens
La Bundespolizei dispose de 4 500 véhicules et une flotte de 7 000 embarcations. Parmi ceux-ci figurent :
- VW Touran
- Skoda Octavia Break
- VW Golf Break

## Groupes d'interventions
- Vienne : Groupe WEGA
- Territoire national : EKO Cobra
- Provinces : Sondereinsatzgruppen